# Samuel Gottlieb Finger
Samuel Gottlieb Finger (* 3. Juni 1777 in Frankfurt am Main; † 21. Januar 1827 ebenda) war deutscher Handelsmann, Schriftsteller und Politiker.
Samuel Gottlieb Finger war Teilhaber der Firma Lorenz Friedrich Finger Wollwaren in Frankfurt am Main. Er war mit Christiane Margarethe Eyßen verheiratet. Die gemeinsame Tochter Christiane Friederike (1812–55) heiratete 1835 den Historiker Karl Friedrich Hermann.
1813 wurde er Maire-Adjunkt. Ab 1805 gehörte er dem Bürger-Colleg und nach der Bildung der Freien Stadt Frankfurt bis zu seinem Tode der Ständigen Bürgerrepräsentation an 1819 bis 1825 war er Senior der Ständigen Bürgerrepräsentation also Parlamentspräsident. 1818 bis 1819 gehörte er auch dem Gesetzgebenden Körper an und war 1818 dort Vizepräsident.